# Zgrada Općine u Zvorniku
Zgrada Općine je građevina u Zvorniku. 

## Povijest
Podigla ju je austro-ugarska vlast 1886. godine. Bila je namijenjena državnoj upravi. Usporedno sa zgradom napravljen je park s prelijepom fontanom, a iza nove zgrade posađeni su mladi borovi. Sve do 1958. godine zgrada je bila sjedištem Zvorničkog kotara. Nakon što je te godine ugašen Zvornički kotar koji je pripojen Tuzlanskom, sjedište Narodnog odbora općine Zvornik premješteno je u ovu zgradu. Zgradu su stanovnici dugo zvali Konak. 1958. godine zgradi je sa sjevera dograđen novi prostor od sige s dvoranom za sjednice, pri čemu je zatvoren stari ulaz u zgradu, otvoren ovaj današnji. Zgrada je dugo godina udomljavala zatvor koji je bio u južnom dijelu, podalje od ulice. Zatvorsko dvorište opasano visokim kamenim zidom bilo je na mjestu današnjeg CJB-a i CIPS. U zgradi su danas službeni prostori općine odnosno Grada Zvornika.

## Osobine
Zgrada ima jedan kat. Tipična je za druge austro-ugarske secesijske zgrade tog vremena. Zidovi su vrlo debeli, mjestimice i metar, zbog čega je ljeti ugodno unutra, a zimi znatno toplije nego vani. Hodnici su široki. Povezuju ih uski prolazi, gdje istovremeno ne mogu proći dvije osobe.